# Црква Светог апостола Матеја у Сурчину
Црква Светог апостола Матеја у Сурчину је српска православна црква основана 2018. године, која се налази у насељу Нови Сурчин у градској општини Сурчин у граду Београду, а припада Епархији сремској.

## Основање
Црква је основана 2018. године, зидана је три године, а то је уједно прва направљена црква у Сурчину након више до 200 година. Изградња храма почела је 2015. године, а његови темељи су освећени 6. марта 2016. године. Камен темељац донесен је из Челинца, а положили су га епископ сремски Василије Вадић и председник градске општине Сурчин Стефан Шуша.
У темељ цркве симболично су спустили камење донесено са Хиландара и из манастира Крке и угравирали на њих своја имена председник Грађевинског одобра Младен Петковић, протођакон Слободан Вујасиновић и сви остали присутни. Епископ сремски Василије Вадић освештао је храм, након чега је служена прва света архијерејска литургија. Епископу Василију саслуживали су протосинђел Георгије, игуман манастира Лелића, протојереји-ставрофори: Слободан Радојчић, архијерејски намесник земунски и Милан Алексић из Епархије ваљевске, јереји Александар Чавка парох угриновачки, Јулијан Тодоровић парох добановачки и Слободан Чавка парох сурчински; протођакон Слободан Вујасиновић и ђакон Станко Лакетић, професор Карловачке богословије.